# Jumalatar
Jumalatar è l'album di debutto della cantante finlandese Nelli Matula, pubblicato il 9 agosto 2019 dalla Universal Music Finland.

## Tracce
1. Intro – 0:51 (Nelli Matula, Vilma Lähteenmäki, Matias Keskiruokanen)
2. Jumalatar – 3:37 (Nelli Matula, Vilma Lähteenmäki, Minna Koivisto)
3. Helposti särkyvää – 3:08 (Nelli Matula, Vilma Lähteenmäki, Samuli Sirviö, Olli Äkräs)
4. Na-naa – 2:39 (Nelli Matula, Vilma Lähteenmäki, Johannes Naukkarinen, Väinö Wallenius)
5. Koske – 3:02 (Nelli Matula, Vilma Lähteenmäki, Minna Koivisto)
6. Myöhäistä toivoo – 2:59 (Nelli Matula, Matias Keskiruokanen)
7. Kauniita sanoja – 3:03 (Nelli Matula, Vilma Lähteenmäki, Matias Keskiruokanen)
8. Paperilautasii – 2:59 (Nelli Matula, Matias Keskiruokanen, Juho Raja)
9. Ikävä kotiin – 3:26 (Nelli Matula)
10. Lemmikki – 3:24 (Nelli Matula, Johannes Naukkarinen, Henrik Rosenberg, Joonas Wörlin)
11. Mun kaa kahden – 3:08 (Nelli Matula, Jurek Reunamäki, Henna Sarriola, Tido Nguyen)
12. Et oo menos minnekään – 3:30 (Nelli Matula, Vilma Lähteenmäki, Minna Koivisto, Tido Nguyen)
13. Kato vaan – 3:06 (Nelli Matula, Johannes Naukkarinen, Matias Melleri)
14. Tää ei oo ohi – 3:09 (Nelli Matula, Vilma Lähteenmäki, Minna Koivisto, Tido Nguyen)

## Classifiche
| Classifica (2019) | Posizione massima |
| ----------------- | ----------------- |
| Finlandia         | 6                 |